# Halite Client
Halite BitTorrent Client è un client BitTorrent Open Source scritto da Eóin O'Callaghan in C++ basato sulla libreria libtorrent di Rasterbar Software. Il nome dell'applicazione viene dal minerale Halite.
Il programma fa anche pesante utilizzo della libreria Boost.
Halite è in sviluppo; sta guadagnando crescente interesse come client BitTorrent per Windows alternativo, dopo che μTorrent è stato acquisito da BitTorrent Inc.

## Caratteristiche di Halite
- Selezione file e priorità di download.
- Torrent senza Tracker (usando il "Mainline kademlia DHT protocol").
- Filtraggio IP con importazione da eMule ipfilter.dat.
- Supporto per l'offuscamento del protocollo.
- Multilingua.
- Minimizzazione nel tray, con indicatore di ratio di trasferimento.
- Supporto Unicode completo mediante UTF-8 e stringhe native Windows wide-char.
- Supporto per autenticazione (quando il Tracker lo richiede).
- Possibilità di editare le specifiche del Tracker nel torrent.
- Limiti di ratio e connessioni sia globali che torrent.

## Caratteristiche in sviluppo
- Supporto Full proxy
- Creazione file Torrent
- Supporto UPnP